# Gårenevkalven
Der Gårenevkalven (norwegisch für Wellenbergskalb) ist ein 2250 m hoher Nunatak im ostantarktischen Königin-Maud-Land. In der östlichen Payergruppe der Hoelfjella ragt er 5 km nördlich des Gebirgskamms Gårekneet auf. 
Erste Luftaufnahmen entstanden bei der Deutschen Antarktischen Expedition (1938–1939) unter der Leitung Alfred Ritschers. Norwegische Kartographen, die auch die Benennung vornahmen, kartierten ihn anhand weiterer Luftaufnahmen bei der Dritten Norwegischen Antarktisexpedition (1956–1960).